# Pierre Favarger
Pierre Favarger, né le 21 juin 1875 à Neuchâtel et décédé le 11 septembre 1956 dans la même ville, est un avocat et homme politique suisse, membre du Parti libéral suisse.

## Biographie
Pierre Favarger est le fils de l'avocat et journaliste Philippe Favarger et de Marie-Élisabeth Daguet. Il est également le filleul de l'écrivain Philippe Godet. Il étudie le droit aux universités de Neuchâtel, Berlin et Heidelberg et obtient un doctorat. Il passe son brevet d'avocat en 1902, puis travaille quelques années comme secrétaire-traducteur à la direction des Chemins de fer fédéraux. En 1906, il s'établit comme avocat à Neuchâtel et enseigne parallèlement le droit à l'École de commerce. Membre du Parti libéral suisse, il est élu au Grand Conseil du canton de Neuchâtel en 1913 et y reste quarante ans. Il siège également au Conseil général (législatif) de la ville de Neuchâtel de 1915 à 1930 et, plus brièvement, au Conseil national de 1927 à 1931. Marqué à droite, il défend les idées de l'Action française et rejoint l'Ordre national neuchâtelois d'Eddy Bauer. Il est également le fondateur de la Fédération neuchâteloise des mouvements nationaux. En plus de ces activités politiques, il est également substitut du procureur général du canton de Neuchâtel de 1921 à 1925 et consul honoraire de Belgique dès 1924.

## Hommages
- Chevalier de la Légion d'honneur[1].